# Ioan Alexandru Lapedatu
Ioan Alexandru Lapedatu, magyarosan: Lapedatu János (Kolun, 1844. július 6. – Brassó, 1878. március 2.) bölcseleti doktor, főgimnáziumi tanár.

## Élete
Tanult a nagyszebeni állami gimnáziumban. 1868-ban a bukaresti Transilvania társaság költségén Párizsba és 1870-ben Brüsszelbe ment, bölcselet-doktori oklevelet szerzett és 1871 őszén tanár lett a brassói görögkeleti rumén főgimnáziumban és ott működött haláláig. Költő és prózaíró volt.

## Munkái
- Inercàri in literatura. Brassó, 1874 (Irodalmi kisérletek)
- Asupra situatiunei. Uo. 1877 (A helyzetről)

Szerkesztette a nagyszebeni Albina Carpatilor (Kárpátok méhe) c. szépirodalmi képes hetilapot 1877. augusztus 18-tól 1878. március 25-ig.